# Сан Кристобал (Венецуела)
Сан Кристобал (шп. San Cristóbal) је главни град венецуеланској држави Тачира у западној Венецуели. Има 281.700 становника.Један је од највећих градова смештених у венецуеланским Андима. Град се налази 818 метара (2,684 ft) надморске висине у северним Андима са погледом на реку Торбес, 56 km (35 mi) од колумбијске границе. Сан Кристобал је 31. марта 1561. основао Хуан де Малдонадо. Од свог почетка град се брзо развијао као један од најнапреднијих и најважнијих трговачких центара у земљи, првенствено због богатог тла и близине границе са Колумбијом.